# Robert Wilkins
Robert (Timothy) Wilkins (* 16. Januar 1896 in Hernando, Mississippi ; † 26. Mai 1987 in Memphis, Tennessee), seit seiner Ordination in den 1930er Jahren auch Reverend Robert Wilkins genannt, war ein Blues- beziehungsweise später Gospel-Gitarrist und -Sänger halb afroamerikanischer, halb Cherokee-Abstammung.
Wilkins trat – ebenso wie Furry Lewis, Memphis Minnie und Son House – während der 1920er Jahre in Memphis auf. Er gründete damals unter anderem auch eine Jug-Band, um von dem seinerzeit modischen „jug band craze“ zu profitieren. Obwohl er nie vergleichbaren Erfolg hatte wie beispielsweise die Memphis Jug Band, konnte er doch 1927 seine örtliche Popularität durch einen Auftritt in einer dortigen Radiostation steigern. Wie Sleepy John Estes (und anders als Gus Cannon von den Cannon’s Jug Stompers) machte er Plattenaufnahmen jedoch überwiegend allein oder mit höchstens einem Begleitmusiker. Er trat auch als „Tim Wilkins“ und als „Tim Oliver“ (der Nachname seines Stiefvaters) auf.
Seine bekanntesten Songs sind „That’s No Way To Get Along“ (dessen „weltlichen“ Text er nach seiner Ordination gegen das biblische Thema vom „Verlorenen Sohn“ austauschte und es fortan „The Prodigal Son“ nannte, und das unter diesem Titel 1968 von den Rolling Stones auf ihrem Album Beggars Banquet gecovert wurde), „Rolling Stone“ (nicht identisch mit „Rollin' Stone“ von Muddy Waters aus dem Jahr 1950, dem Lied, das den Rolling Stones zu ihrem Namen verhalf), und „Old Jim Canan’s“.
In den 1930er Jahren wurde Wilkins als Ältester der „Church of God in Christ“ ordiniert und begann, Gospelmusik – allerdings weiterhin mit dem von ihm bekannten „Blues-Feeling“ – zu spielen.
„Reverend“ Robert Wilkins wurde während des Folk- und Blues-Revival der 1960er Jahre von den Blues-Enthusiasten Louisa und Dick Spottswood „wiederentdeckt“, trat seitdem regelmäßig vor neuem, weißem Publikum auf Folk-Festivals auf und spielte eine Vielzahl neuer Schallplatten ein. Seine Besonderheit bestand in seiner Vielseitigkeit; er konnte sowohl Ragtime als auch Blues, Minstrelsongs wie Gospel mit gleicher Virtuosität vortragen.
| Personendaten    | Personendaten                                             |
| ---------------- | --------------------------------------------------------- |
| NAME             | Wilkins, Robert                                           |
| ALTERNATIVNAMEN  | Wilkins, Reverend Robert                                  |
| KURZBESCHREIBUNG | US-amerikanischer Blues- und Gospel-Gitarrist und -Sänger |
| GEBURTSDATUM     | 16. Januar 1896                                           |
| GEBURTSORT       | Hernando (Mississippi), Mississippi                       |
| STERBEDATUM      | 26. Mai 1987                                              |
| STERBEORT        | Memphis, Tennessee                                        |